# Alinjarria
Alinjarria is een geslacht van rechtvleugeligen uit de familie sabelsprinkhanen (Tettigoniidae). De wetenschappelijke naam van dit geslacht is voor het eerst geldig gepubliceerd in 2007 door Rentz, Su & Ueshima.

## Soorten
Het geslacht Alinjarria omvat de volgende soorten:
- Alinjarria elongata Rentz, 1993
- Alinjarria jadoni Rentz, Su & Ueshima, 2007